# IWGP Intercontinental Championship
Die IWGP Intercontinental Championship (zu deutsch IWGP Interkontinentalmeisterschaft) war ein Wrestlingtitel von New Japan Pro-Wrestling. Das Kürzel "IWGP" steht für International Wrestling Grand Prix. Der Titel wurde am 5. Januar 2011 von NJPW während einer USA-Tour eingeführt. Der Titel wird auch außerhalb Japans verteidigt. Wie im Wrestling allgemein üblich erfolgt die Vergabe nach einer zuvor bestimmten Storyline.

## Geschichte
Die Einführung fand während der Tour NJPW Invasion Tour 2011: Attack on East Coast statt, die auch auf amerikanischen Boden stattfand. Diese Tour bot auch Wrestlern eine Bühne, die nicht unter festen Vertrag standen. Am 5. Januar 2011 bei Wrestle Kingdom V in Tokyo Dome gab NJPW bekannt, dass der erste Titelträger in einem Turnier, welches am 13., 14., und 15. Mai 2011 stattfindet, ermittelt wird. Am 15. Mai 2011 konnte sich MVP im Finale gegen Toru Yano durchsetzten und krönte sich somit zum ersten Titelträger.
Am 1. März 2021 wurde der Titel mit der IWGP Heavyweight Championship zur IWGP World Heavyweight Championship vereint, nachdem beide zuvor über ein Jahr gleichzeitig verteidigt wurden, als Tetsuya Naito bei Wrestle Kingdom 14 beide Titel gewinnen durfte. Die Vereinigung fand offiziell auf Bitten des letzten Titelträgers Kota Ibushi statt und wird am 3. März 2021 zum letzten Mal bei der 49. Jubiläumsshow von Ibushi gegen El Desperado verteidigt. Der Titel ist daraufhin deaktiviert.

## Liste der Titelträger
| #  | Titelträger       | Nr. | Tage | Datum              | Ort                          | Veranstaltung                                 | Anmerkung |
| -- | ----------------- | --- | ---- | ------------------ | ---------------------------- | --------------------------------------------- | --- |
| 1  | MVP               | 1   | 148  | 15. Mai 2011       | Philadelphia, USA            | NJPW Invasion Tour 2011: Attack on East Coast | Besiegte Toru Yano im Turnierfinale eines 8-Mann-Turniers, um den neu eingeführten Titel zu gewinnen.                                                        |
| 2  | Masato Tanaka     | 1   | 125  | 10. Oktober 2011   | Tokio, Japan                 | Destruction '11                               | |
| 3  | Hirooki Goto      | 1   | 161  | 12. Februar 2012   | Osaka, Japan                 | The New Beginning                             | |
| 4  | Shinsuke Nakamura | 1   | 313  | 22. Juli 2012      | Yamagata, Japan              | Kizuna Road                                   | |
| 5  | La Sombra         | 1   | 50   | 31. Mai 2013       | Mexiko-Stadt, Mexiko         | Super Viernes                                 | Dies war ein 2-out-of-3-Falls-Match. |
| 6  | Shinsuke Nakamura | 2   | 168  | 20. Juli 2013      | Akita, Japan                 | Kizuna Road 2013                              | |
| 7  | Hiroshi Tanahashi | 1   | 92   | 4. Januar 2014     | Tokio, Japan                 | Wrestle Kingdom 8 in Tokyo Dome               | |
| 8  | Shinsuke Nakamura | 3   | 76   | 6. April 2014      | Tokio, Japan                 | Invasion Attack 2014                          | |
| 9  | Bad Luck Fale     | 1   | 92   | 21. Juni 2014      | Osaka, Japan                 | Dominion 6.21                                 | |
| 10 | Shinsuke Nakamura | 4   | 224  | 21. September 2014 | Kobe, Japan                  | Destruction in Kobe                           | |
| 11 | Hirooki Goto      | 2   | 147  | 3. Mai 2015        | Fukuoka, Japan               | Wrestling Dontaku 2015                        | |
| 12 | Shinsuke Nakamura | 5   | 120  | 27. September 2015 | Kobe, Japan                  | Destruction in Kobe                           | |
| —  | Titel vakant      | —   | —    | 25. Januar 2016    | —                            | —                                             | Nakamura gab den Titel auf einer Pressekonferenz zurück weil sein NJPW Vertrag Ende Januar auslief und er zur World Wrestling Entertainment (WWE) wechselte. |
| 13 | Kenny Omega       | 1   | 126  | 14. Februar 2016   | Nagaoka, Japan               | The New Beginning in Niigata                  | Kenny Omega besiegte Hiroshi Tanahashi um den vakanten Titel.                                                                                                |
| 14 | Michael Elgin     | 1   | 98   | 19. Juni 2016      | Osaka, Japan                 | Dominion 6.19 in Osaka-jo Hall                | Dies war ein Leiter-Match. |
| 15 | Tetsuya Naito     | 1   | 259  | 25. September 2016 | Kobe, Japan                  | Destruction in Kobe                           | |
| 16 | Hiroshi Tanahashi | 2   | 230  | 11. Juni 2017      | Osaka, Japan                 | Dominion 6.11 in Osaka-jo Hall                | |
| 17 | Minoru Suzuki     | 1   | 92   | 27. Januar 2018    | Sapporo, Japan               | The New Beginning in Sapporo                  | |
| 18 | Tetsuya Naito     | 2   | 41   | 29. April 2018     | Kumamoto, Japan              | Wrestling Hinokuni 2018                       | |
| 19 | Chris Jericho     | 1   | 209  | 9. Juni 2018       | Osaka, Japan                 | Dominion 6.9 in Osaka-jo Hall                 | |
| 20 | Tetsuya Naito     | 3   | 92   | 4. Januar 2019     | Tokio, Japan                 | Wrestle Kingdom 13                            | Dies war ein No Disqualification-Match. |
| 21 | Kota Ibushi       | 1   | 64   | 6. April 2019      | New York City, New York, USA | ROH/NJPW G1 Supercard                         | |
| 22 | Tetsuya Naito     | 4   | 105  | 9. Juni 2019       | Tokio, Japan                 | Dominion 6.9                                  | |
| 23 | Jay White         | 1   | 104  | 22. September 2019 | Kobe, Japan                  | Destruction in Kobe                           | |
| 24 | Tetsuya Naito     | 5   | 190  | 4. Januar 2020     | Tokio, Japan                 | Wrestle Kingdom 14 - Day 1                    | |
| 25 | EVIL              | 1   | 48   | 12. Juli 2020      | Osaka, Japan                 | Dominion 7.12                                 | In diesem Match ging es auch um die IWGP Heavyweight Championship.                                                                                           |
| 26 | Tetsuya Naito     | 6   | 128  | 29. August 2020    | Tokio, Japan                 | Summer Struggle in Jingu 2020                 | In diesem Match ging es auch um die IWGP Heavyweight Championship.                                                                                           |
| 27 | Kota Ibushi       | 2   | 56   | 4. Januar 2021     | Tokio, Japan                 | Wrestle Kingdom 14 - Day 1                    | In diesem Match ging es auch um die IWGP Heavyweight Championship.                                                                                           |
| —  | Titel eingestellt | —   | —    | 1. März 2021       | —                            | —                                             | Der Titel wurde mit der IWGP Heavyweight Championship zur IWGP World Heavyweight Championship vereint.                                                       |

## Regentschaften – absolut

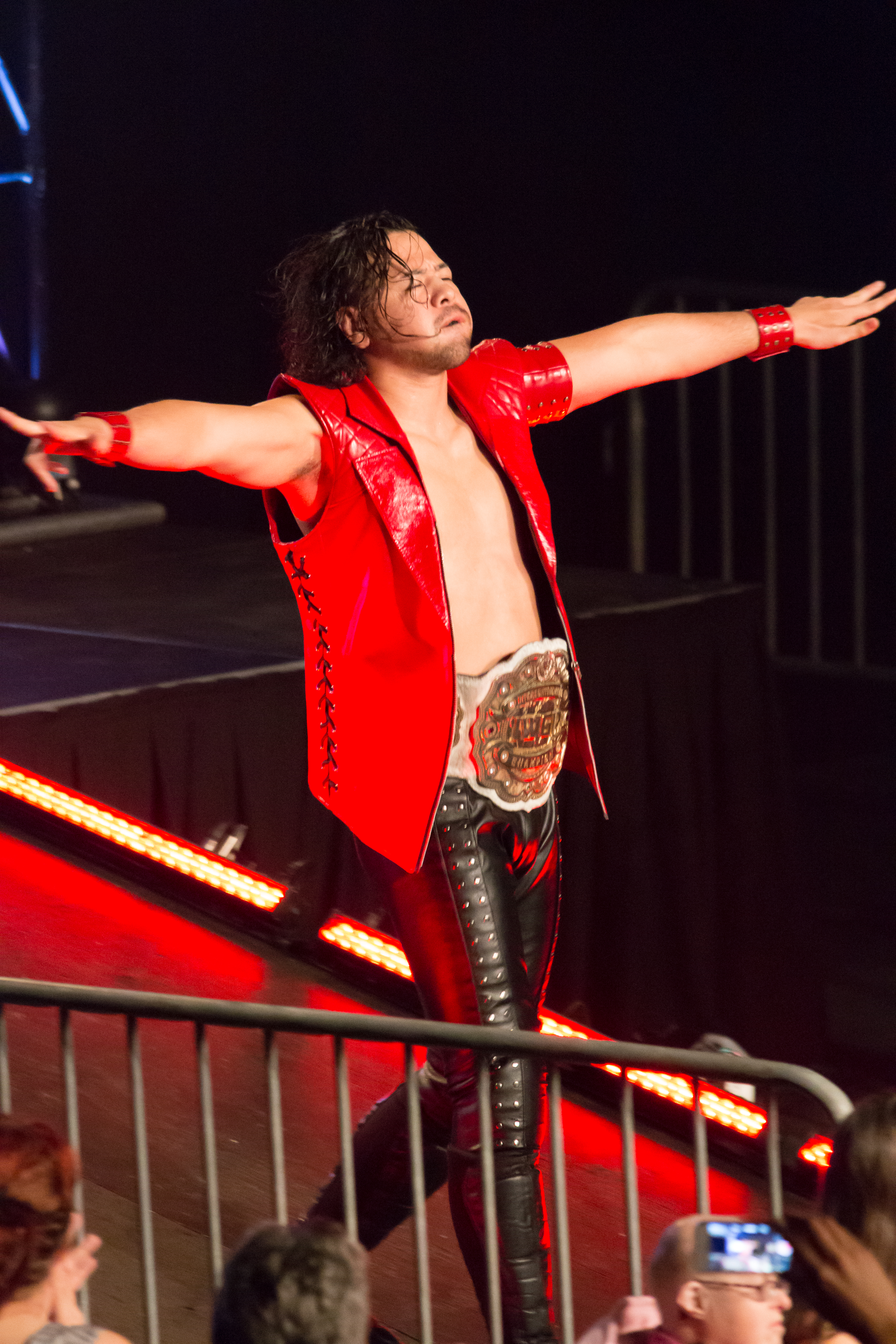
Shinsuke Nakamura hielt den Titel fünfmal für insgesamt 901 Tage.

| #  | Titelträger       | Nr. | Vert. | Tage |
| -- | ----------------- | --- | ----- | ---- |
| 1  | Shinsuke Nakamura | 5   | 17    | 901  |
| 2  | Tetsuya Naito     | 6   | 8     | 815  |
| 3  | Hiroshi Tanahashi | 2   | 5     | 322  |
| 4  | Hirooki Goto      | 2   | 3     | 308  |
| 5  | Chris Jericho     | 1   | 1     | 209  |
| 6  | MVP               | 1   | 2     | 148  |
| 7  | Kenny Omega       | 1   | 1     | 126  |
| 8  | Masato Tanaka     | 1   | 3     | 125  |
| 9  | Kota Ibushi       | 1   | 3     | 120  |
| 10 | Jay White         | 1   | 1     | 104  |
| 11 | Michael Elgin     | 1   | 1     | 98   |
| 12 | Minoru Suzuki     | 1   | 1     | 92   |
| 12 | Bad Luck Fale     | 1   | 0     | 92   |
| 14 | La Sombra         | 1   | 1     | 50   |
| 15 | EVIL              | 1   | 1     | 48   |